# Lus-la-Croix-Haute

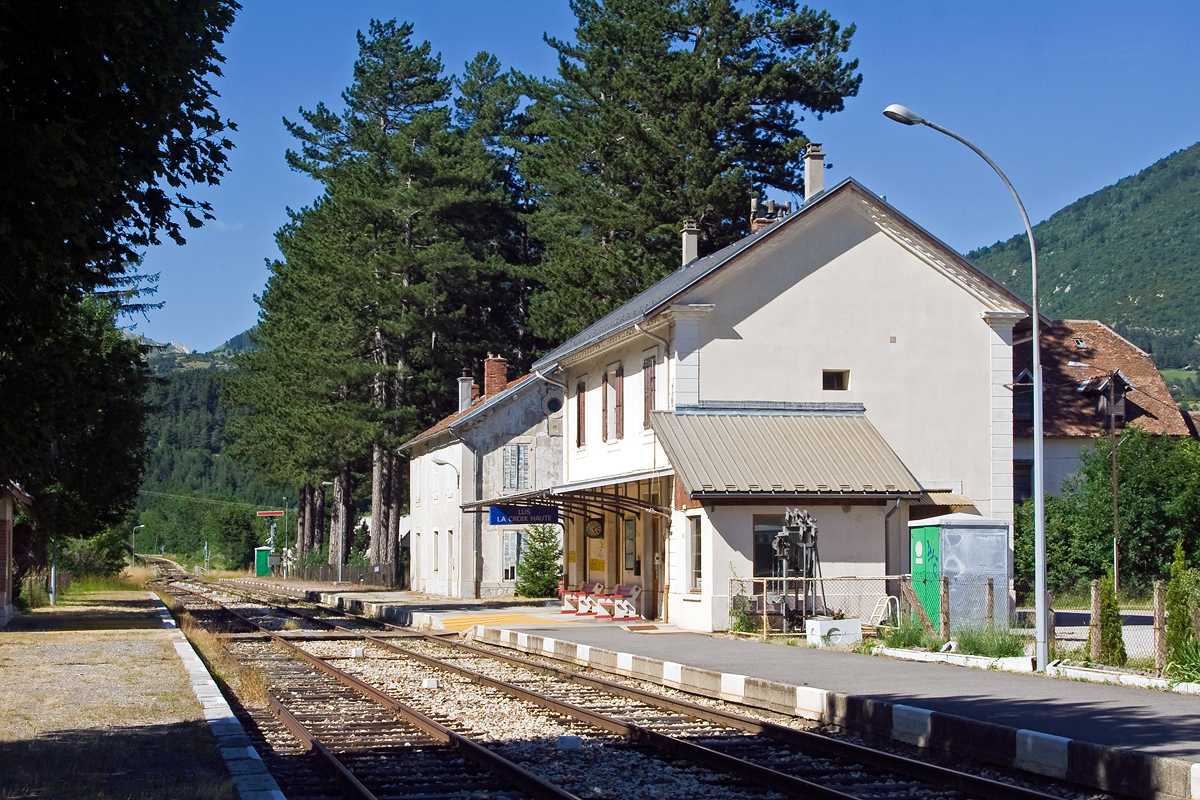
Stacja kolejowa w Lus-la-Croix-Haute, 2010

Lus-la-Croix-Haute – miejscowość i gmina we Francji, w regionie Owernia-Rodan-Alpy, w departamencie Drôme.
Według danych na rok 1990 gminę zamieszkiwało 428 osób, a gęstość zaludnienia wynosiła 5 osób/km² (wśród 2880 gmin regionu Rodan-Alpy Lus-la-Croix-Haute plasuje się na 1209. miejscu pod względem liczby ludności, natomiast pod względem powierzchni na miejscu 19.).